# Anita Leocádia Prestes

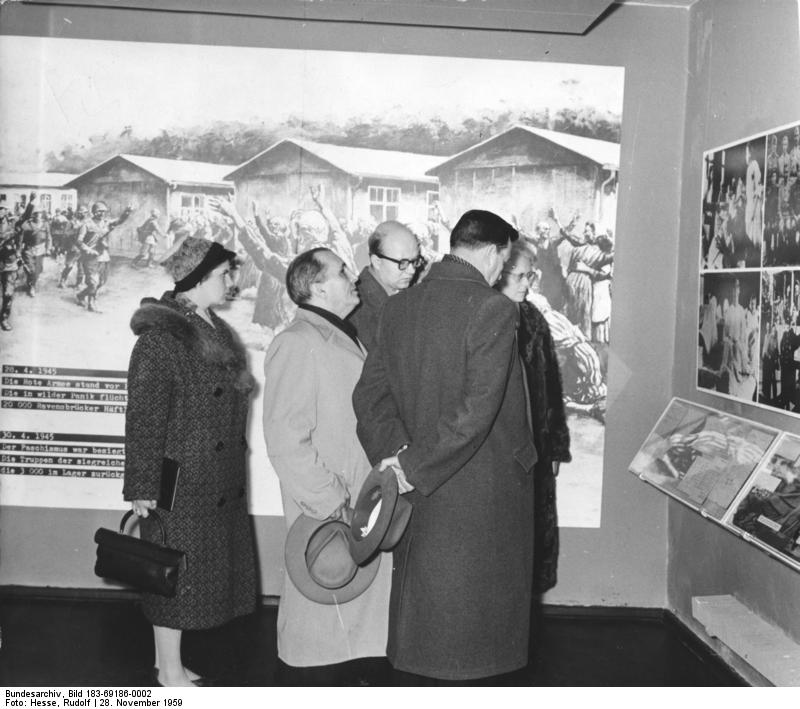
Anita Leocádia Prestes (links) mit ihrem Vater Luís Carlos Prestes in der Mahn- und Gedenkstätte Ravensbrück (1959)

Anita Leocádia Benario Prestes (* 27. November 1936 in Berlin) ist eine brasilianische Historikerin. Sie ist die Tochter der Kommunisten Olga Benario-Prestes und Luís Carlos Prestes.

## Leben
Geboren im Frauengefängnis Barnimstraße, wurde Prestes am Ende der Stillzeit, im Alter von 14 Monaten, von ihrer Mutter getrennt und ihrer Großmutter väterlicherseits, Leocádia Prestes, übergeben.
In Brasilien beendete Anita Prestes 1964 ihr Chemiestudium an der Fakultät für Chemie an der früheren Universität von Brasilien, der heutigen Universidade Federal do Rio de Janeiro (UFRJ), mit einem Abschluss in Verfahrenstechnik. Sie durfte aber nach dem Putsch rechtsgerichteter Militärs aus politischen Gründen nicht in diesem Beruf arbeiten.
1966, während der Militärdiktatur, erlangte sie den Abschluss des Masters in organischer Chemie.
Anfang der 1970er Jahre ging Prestes ins Exil in die Sowjetunion. Im August 1972 wurde sie in Brasilien wegen politischer Aktivitäten angeklagt. Der Justizrat der Armee (Conselho Permanente de Justiça para o Exército) verurteilte Prestes in Abwesenheit zu einer Freiheitsstrafe von vier Jahren und sechs Monaten.
Im Dezember 1975 erhielt Anita Leocádia Prestes den Doktorgrad in politischer Ökonomie vom Institut der Sozialwissenschaften in Moskau. Vier Jahre später, im September 1979, löschte die Justiz Prestes' Gefängnisstrafe im Rahmen der ersten Amnestie in Brasilien.
1989 erhielt Anita Prestes den Doktorgrad für Geschichte der Universidade Federal Fluminense (UFF - Universität des Bundesstaats Rio de Janeiro) mit einer Arbeit über die Coluna Prestes. Sie ist heute Professorin für Geschichte Brasiliens an der Universidade Federal do Rio de Janeiro (UFRJ), die Berufung erfolgte 1992.

## Schriften
- Os militares e a Reação Republicana: As Origens do Tenentismo, 1994
- A Coluna Prestes, 1997
- Tenentismo pós-30: continuidade ou ruptura?, 1999
- Da insurreição armada (1935) à "União Nacional" (1938–1945): a virada tática na política do PCB, 2001
- Anos Tormentosos, 2002
- Luiz Carlos Prestes: patriota, revolucionário, comunista, 2006 (Online)
- Luiz Carlos Prestes e a Aliança Nacional Libertadora, 2008
- Uma epopéia brasileira: a Coluna Prestes, 2009
- Os Comunistas Brasileiros" (1945–1956/58) Luiz Carlos Prestes e a Política do PCB, 2010
- La Columna Prestes, 2011 (spanisch)
- Luiz Carlos Prestes - O combate por um partido revolucionário (1958–1990), 2012
- Luiz Carlos Prestes - um comunista brasileiro, 2015
- Olga Benário Prestes - uma comunista nos arquivos da Gestapo, 2017
- Olga Benario Prestes. Eine biografische Annäherung (deutschsprachige, deutlich veränderte Ausgabe des Buches von 2017, übersetzt vom Coletivo Tropeção), Verbrecher Verlag, Berlin 2022, ISBN 978-3-95732-539-6